# Akropolis-Turnier 2019
Die 29. Auflage des Akropolis-Basketball-Turniers 2019 fand zwischen dem 16. und 18. August 2019 im Vorort Marousi von Athen statt. Ausgetragen wurden die insgesamt sechs Spiele in der Olympiahalle.
Neben der gastgebenden Griechischen Nationalmannschaft nahmen auch die Nationalmannschaften aus der Türkei, Italien sowie Serbien teil.

## Begegnungen
| 16. August 2019 | Serbien      | 87 – 72 | Türkei  |
| 16. August 2019 | Griechenland | 83 – 63 | Italien |
| 17. August 2019 | Italien      | 64 – 96 | Serbien |
| 17. August 2019 | Griechenland | 84 – 70 | Türkei  |
| 18. August 2019 | Türkei       | 72 – 70 | Italien |
| 18. August 2019 | Griechenland | 80 – 85 | Serbien |

## Tabelle
| Rang | Land         | Punkte | Körbe   |
| ---- | ------------ | ------ | ------- |
| 1    | Serbien      | 6      | 268–216 |
| 2    | Griechenland | 5      | 247–218 |
| 3    | Türkei       | 4      | 214–241 |
| 4    | Italien      | 3      | 197–251 |